# 蘇尼奇涅
51°46′36″N 32°1′51″E / 51.77667°N 32.03083°E
蘇尼奇涅（烏克蘭語：Суничне），是烏克蘭北部的村莊，隸屬切爾尼希夫州的科留基夫卡區。該村始建於1964年，面積0.59平方公里，海拔高度130米，2001年人口263，人口密度每平方公里446.5人。